# Antonella (telenovela)
Antonella é uma telenovela argentina produzida pela Pol-ka Producciones e exibida pelo Canal 13 em 1991.

## Elenco
- Andrea del Boca - Antonella
- Gustavo Bermúdez - Nicola Cosino
- Diego Bozolla - Federico
- Osvaldo Tesser - Abelardo
- Marcelo Alfaro - Gustavo Mosso
- Jorge Velurtas - Cristoforo
- Virginia Innocenti - Miranda